# Olympische Sommerspiele 1984/Leichtathletik – 1500 m (Männer)

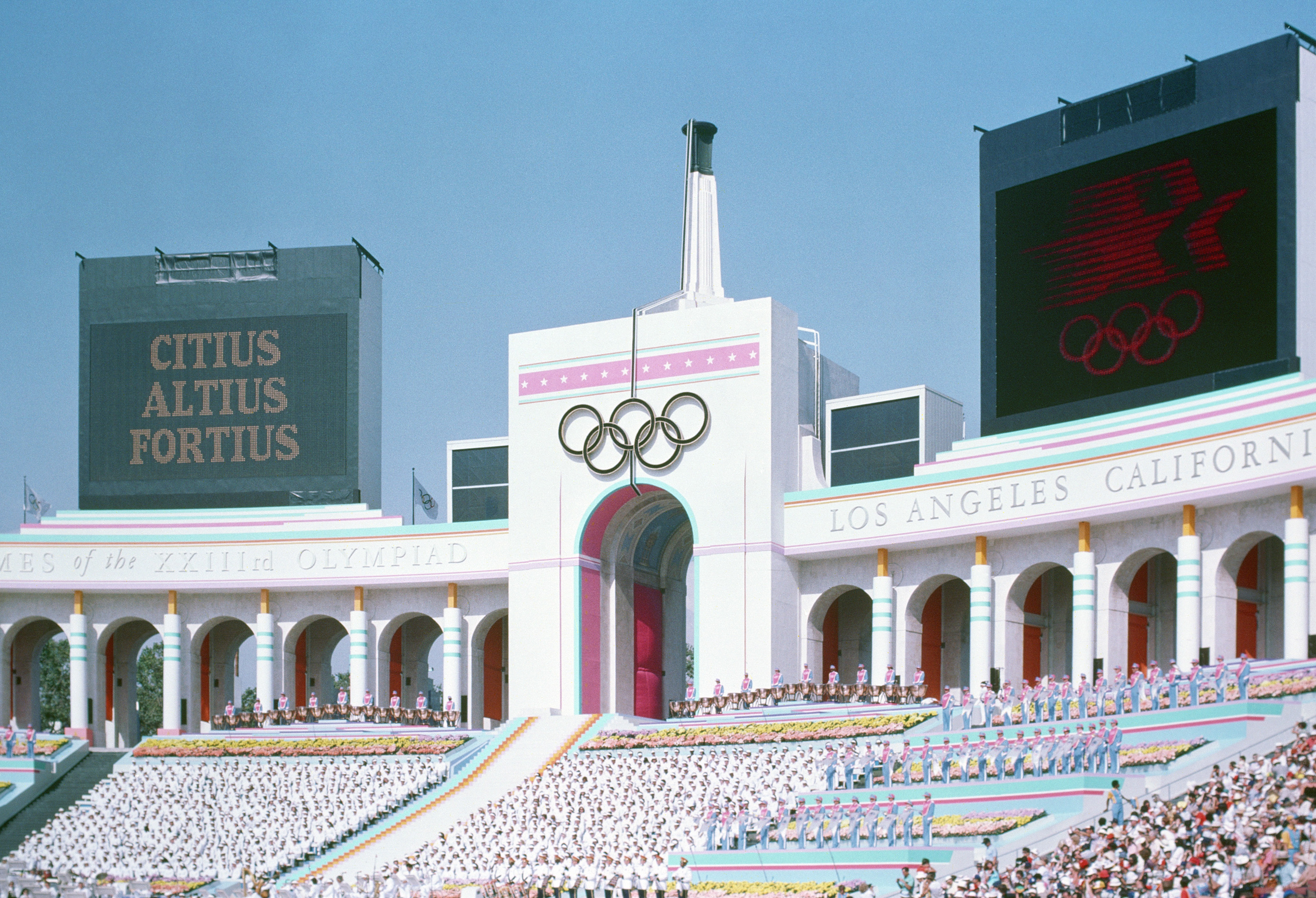
Blick auf des Eingangstor des Los Angeles Memorial Coliseum

Der 1500-Meter-Lauf der Männer bei den Olympischen Spielen 1984 in Los Angeles wurde am 9., 10. und 11. August 1984 im Los Angeles Memorial Coliseum ausgetragen. 59 Athleten nahmen teil.
Olympiasieger wurde der Brite Sebastian Coe. Er gewann vor seinem Landsmann Steve Cram und dem Spanier José Manuel Abascal.
Die Bundesrepublik Deutschland wurde durch Uwe Becker vertreten, der im Halbfinale ausschied.

Pierre Délèze und Peter Wirz starteten für die Schweiz. Délèze musste seinen Vorlauf abbrechen. Wirz konnte sich für das Finale qualifizieren und wurde dort Sechster.

Läufer aus Österreich und Liechtenstein nahmen nicht teil. Athleten aus der DDR waren wegen des Olympiaboykotts ebenfalls nicht dabei.

## Aktuelle Titelträger
| Olympiasieger 1980                      | Sebastian Coe ( Großbritannien) | 3:38,40 min | Moskau 1980   |
| Weltmeister 1983                        | Steve Cram ( Großbritannien)    | 3:41,59 min | Helsinki 1983 |
| Europameister 1982                      | Steve Cram ( Großbritannien)    | 3:36,49 min | Athen 1982    |
| Panamerikanischer Meister 1983          | Agberto Guimarães ( Brasilien)  | 3:42,91 min | Caracas 1983  |
| Zentralamerika und Karibik-Meister 1983 | Ignacio Melecio ( Mexiko)       | 3:46,66 min | Havanna 1983  |
| Südamerika-Meister 1983                 | Emilio Ulloa ( Chile)           | 3:48,3 min  | Santa Fe 1983 |
| Asienmeister 1983                       | Suresh Yadav ( Indien)          | 3:44,74 min | Kuwait 1983   |
| Afrikameister 1982                      | Kipkoech Cheruiyot ( Kenia)     | 3:42,2 min  | Kairo 1982    |

## Rekorde

### Bestehende Rekorde
| Weltrekord         | 3:30,77 min | Steve Ovett ( Großbritannien) | Rieti, Italien                 | 4. September 1983 |
| Olympischer Rekord | 3:34,91 min | Kipchoge Keino ( Kenia)       | Finale OS Mexiko-Stadt, Mexiko | 20. Oktober 1968  |

### Rekordverbesserung
Der britische Olympiasieger Sebastian Coe verbesserte den bestehenden olympischen Rekord im Finale am 11. August 1984 um 2,38 s auf 3:32,53 min. Den Weltrekord verfehlte er um 1,76 s.

## Vorrunde
Datum: 9. August 1984
In der Vorrunde die wurden 59 Teilnehmer in sechs Läufe gelost. Für das Viertelfinale qualifizierten sich pro Lauf die ersten drei Athleten. Darüber hinaus kamen die sechs Zeitschnellsten, die sogenannten Lucky Loser, weiter. Die direkt qualifizierten Athleten sind hellblau, die Lucky Loser hellgrün unterlegt.
Der Spanier José Manuel Abascal erzielte mit 3:37,68 min in Lauf fünf die schnellste Vorlaufzeit. Der langsamste direkt qualifizierte Athlet war Marcus O’Sullivan aus Irland in Lauf drei mit 3:49,65 min. Der schnellste Athlet, der sich nicht qualifizieren konnte, war dessen Landsmann Frank O’Mara, der im vierten Lauf mit 3:41,76 min ausschied.

### Vorlauf 1
| Platz | Name                  | Nation     | Zeit        |
| ----- | --------------------- | ---------- | ----------- |
| 1     | Joseph Chesire        | Kenia      | 3:38,51 min |
| 2     | Omer Khalifa          | Sudan      | 3:38,93 min |
| 3     | Stefano Mei           | Italien    | 3:39,25 min |
| 4     | Tony Rogers           | Neuseeland | 3:39,78 min |
| 5     | José Luis González    | Spanien    | 3:47,01 min |
| 6     | Faouzi Lahbi          | Marokko    | 3:47,54 min |
| 7     | Paul Ceesay           | Gambia     | 3:59,14 min |
| 8     | Amor Masoud Al-Sharji | Oman       | 4:12,76 min |
| DNF   | Antti Loikkanen       | Finnland   |             |
| DNS   | Charlie Oliver        | Salomonen  |             |

### Vorlauf 2
| Platz | Name                 | Nation              | Zeit        |
| ----- | -------------------- | ------------------- | ----------- |
| 1     | Pascal Thiébaut      | Frankreich          | 3:45,18 min |
| 2     | Sebastian Coe        | Großbritannien      | 3:45,30 min |
| 3     | Andrés Vera          | Spanien             | 3:45,44 min |
| 4     | Paul Donovan         | Irland              | 3:45,70 min |
| 5     | Jama Aden            | Somalia             | 3:46,80 min |
| 6     | Mohamed Alouini      | Tunesien            | 3:49,78 min |
| 7     | Dale Jones           | Antigua und Barbuda | 3:55,65 min |
| 8     | Kgomotso Balotthanyi | Botswana            | 3:58,69 min |
| DNF   | Oslen Barr           | Guyana              |             |
| DNS   | Abdul Al-Ghadi       | Nordjemen           |             |
| DNS   | Sydney Maree         | USA                 |             |

### Vorlauf 3
| Platz | Name                | Nation         | Zeit        |
| ----- | ------------------- | -------------- | ----------- |
| 1     | Steve Ovett         | Großbritannien | 3:49,23 min |
| 2     | Agberto Guimarães   | Brasilien      | 3:49,26 min |
| 3     | Marcus O’Sullivan   | Irland         | 3:49,65 min |
| 4     | Josephat Muraya     | Kenia          | 3:51,61 min |
| 5     | Gawain Guy          | Jamaika        | 3:52,04 min |
| 6     | Claudio Patrignani  | Italien        | 3:52,63 min |
| 7     | Mehdi Aidet         | Algerien       | 3:53,92 min |
| 8     | Mouteb Al-Faouri    | Jordanien      | 3:59,85 min |
| DNF   | Pierre Délèze       | Schweiz        |             |
| DNS   | William Wuycke      | Venezuela      |             |
| DNS   | Francisco Figueredo | Paraguay       |             |

### Vorlauf 4
| Platz | Name                 | Nation     | Zeit        |
| ----- | -------------------- | ---------- | ----------- |
| 1     | Joaquim Cruz         | Brasilien  | 3:41,01 min |
| 2     | Steve Scott          | USA        | 3:41,02 min |
| 3     | Michael Hillardt     | Australien | 3:41,18 min |
| 4     | Frank O’Mara         | Irland     | 3:41,76 min |
| 5     | Alex Gonzalez        | Frankreich | 3:42,84 min |
| 6     | Mark Handelsman      | Israel     | 3:45,05 min |
| 7     | Abderrahmane Morceli | Algerien   | 3:45,09 min |
| 8     | Archfell Musango     | Sambia     | 3:46,99 min |
| 9     | Adamou Allassane     | Niger      | 3:56,43 min |
| 10    | Tito Rodrigues       | Suriname   | 4:02,87 min |

### Vorlauf 5
| Platz | Name                | Nation                       | Zeit        |
| ----- | ------------------- | ---------------------------- | ----------- |
| 1     | José Manuel Abascal | Spanien                      | 3:37,68 min |
| 2     | Peter Wirz          | Schweiz                      | 3:37,75 min |
| 3     | Uwe Becker          | BR Deutschland               | 3:37,76 min |
| 4     | Riccardo Materazzi  | Italien                      | 3:37,95 min |
| 5     | Pat Scammell        | Australien                   | 3:39,18 min |
| 6     | James Igohe         | Tansania                     | 3:39,62 min |
| 7     | Tapfumaneyi Jonga   | Simbabwe                     | 3:40,42 min |
| 8     | Isaac Ganunga       | Malawi                       | 3:53,86 min |
| 9     | Hugo Allan Garcia   | Guatemala                    | 3:57,59 min |
| 10    | Kim Bok-joo         | Südkorea                     | 4:02,63 min |
| DNF   | Ibrahim Aziz        | Vereinigte Arabische Emirate |             |

### Vorlauf 6
| Platz | Name                  | Nation           | Zeit        |
| ----- | --------------------- | ---------------- | ----------- |
| 1     | Steve Cram            | Großbritannien   | 3:40,33 min |
| 2     | Jim Spivey            | USA              | 3:40,58 min |
| 3     | Peter O’Donoghue      | Neuseeland       | 3:40,69 min |
| 4     | Abdi Bile             | Somalia          | 3:40,72 min |
| 5     | Kipkoech Cheruiyot    | Kenia            | 3:41,69 min |
| 6     | Zakaria Namonge       | Tansania         | 3:45,55 min |
| 7     | Batulamai Rajakumar   | Malaysia         | 3:55,19 min |
| 8     | Jean-Marie Rudasingwa | Ruanda           | 3:57,62 min |
| 9     | Philip Sinon          | Seychellen       | 4:25,80 min |
| 10    | Diosdado Lozano       | Äquatorialguinea | 4:34,71 min |
| DNF   | Omar Ortega           | Argentinien      |             |

## Halbfinale
Datum: 10. August 1984
In den beiden Halbfinalläufen qualifizierten sich pro Lauf die ersten vier Athleten. Darüber hinaus kamen die vier Zeitschnellsten, die sogenannten Lucky Loser, weiter. Die direkt qualifizierten Athleten sind hellblau, die Lucky Loser hellgrün unterlegt.
Im ersten Lauf kamen Peter Wirz und Joseph Chesire exakt zeitgleich auf Platz vier ins Ziel. Da laut Reglement nur die ersten vier Plätze für die direkte Qualifikation vorgesehen waren, sich nun jedoch fünf Läufer direkt qualifiziert hatten, qualifizierten sich anders als vorgesehen nur drei Lucky Loser für die nächste Runde.
Die Bestzeit des Halbfinales erzielte der Spanier José Manuel Abascal mit 3:35,70 min in Lauf eins.

### Lauf 1
| Platz | Name                | Nation         | Zeit        |
| ----- | ------------------- | -------------- | ----------- |
| 1     | José Manuel Abascal | Spanien        | 3:35,70 min |
| 2     | Steve Scott         | USA            | 3:35,71 min |
| 3     | Sebastian Coe       | Großbritannien | 3:35,81 min |
| 4     | Joseph Chesire      | Kenia          | 3:35,83 min |
| 4     | Peter Wirz          | Schweiz        | 3:35,83 min |
| 6     | Tony Rogers         | Neuseeland     | 3:36,48 min |
| 7     | Riccardo Materazzi  | Italien        | 3:36,51 min |
| 8     | Michael Hillardt    | Australien     | 3:38,12 min |
| 9     | Pascal Thiébaut     | Frankreich     | 3:40,96 min |
| 10    | James Igohe         | Tansania       | 3:41,57 min |
| DNF   | Agberto Guimarães   | Brasilien      |             |
| DSQ   | Abdi Bile           | Somalia        |             |

### Lauf 2
| Platz | Name              | Nation         | Zeit        |
| ----- | ----------------- | -------------- | ----------- |
| 1     | Steve Cram        | Großbritannien | 3:36,30 min |
| 2     | Jim Spivey        | USA            | 3:36,53 min |
| 3     | Andrés Vera       | Spanien        | 3:36,55 min |
| 3     | Steve Ovett       | Großbritannien | 3:36,55 min |
| 5     | Omer Khalifa      | Sudan          | 3:36,76 min |
| 6     | Uwe Becker        | BR Deutschland | 3:37,28 min |
| 7     | Stefano Mei       | Italien        | 3:37,96 min |
| 8     | Peter O’Donoghue  | Neuseeland     | 3:38,71 min |
| 9     | Marcus O’Sullivan | Irland         | 3:39,40 min |
| 10    | Pat Scammell      | Australien     | 3:40,83 min |
| 11    | Tapfumaneyi Jonga | Simbabwe       | 3:41,80 min |
| DNS   | Joaquim Cruz      | Brasilien      |             |

## Finale

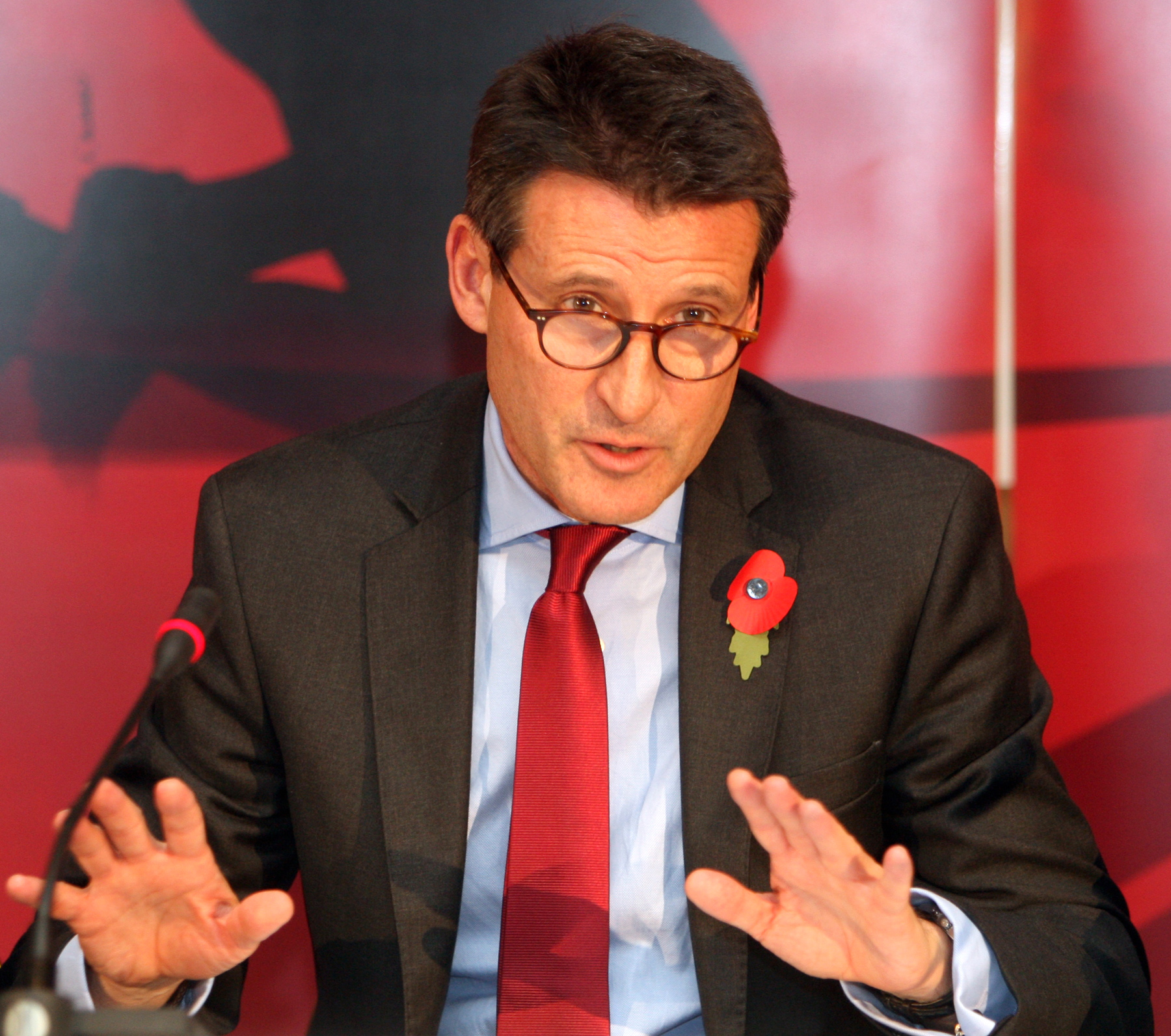
Vier Tage nach Gewinn der Silbermedaille über 800 Meter wiederholte Sebastian Coe (Foto: 2011) seinen 1500-Meter-Olympiasieg von 1980

Datum: 11. August 1984
| Platz | Name                | Nation         | Zeit        | Anmerkung |
| ----- | ------------------- | -------------- | ----------- | --------- |
| 1     | Sebastian Coe       | Großbritannien | 3:32,53 min | OR        |
| 2     | Steve Cram          | Großbritannien | 3:33,40 min |           |
| 3     | José Manuel Abascal | Spanien        | 3:34,30 min |           |
| 4     | Joseph Chesire      | Kenia          | 3:34,52 min |           |
| 5     | Jim Spivey          | USA            | 3:36,07 min |           |
| 6     | Peter Wirz          | Schweiz        | 3:36,97 min |           |
| 7     | Andrés Vera         | Spanien        | 3:37,02 min |           |
| 8     | Omer Khalifa        | Sudan          | 3:37,11 min |           |
| 9     | Tony Rogers         | Neuseeland     | 3:38,98 min |           |
| 10    | Steve Scott         | USA            | 3:39,86 min |           |
| 11    | Riccardo Materazzi  | Italien        | 3:40,74 min |           |
| DNF   | Steve Ovett         | Großbritannien |             |           |

Für das Finale am 11. August 1984 hatten sich die drei angetretenen Briten sowie zwei US-Amerikaner und zwei Spanier qualifiziert. Dazu kamen jeweils noch ein Läufer aus Kenia, Italien, der Schweiz, dem Sudan und Neuseeland.
Die drei Briten stellten die Favoriten. Neben Steve Ovett und Weltrekordler Sebastian Coe kam auch Steve Cram, 1983 Weltmeister und 1982 Europameister, hinzu. Die Zuschauer legten besonderes Augenmerk auf den kalifornischen Lokalmatador, den Vizeweltmeister Steve Scott.
Die ersten fünfhundert Meter, in denen das Feld zusammenblieb, wurden vom Sudanesen Omer Khalifa angeführt. Auf der Gegengeraden in Runde zwei ging Scott nach vorne und erhöhte das Tempo. Das Feld zog sich nun etwas auseinander. Coe lag in dieser Runde ausgangs der Zielkurve auf Platz drei hinter Khalifa, dann folgten Cram, der Spanier José Manuel Abascal und der Kenianer Joseph Chesire. In Runde drei verloren Khalifa und Chesire immer weiter an Boden, Abascal und Coe zogen an Scott vorbei. Eingangs der letzten Runde führte Abascal vor Coe und Cram, dahinter lag Ovett vor Scott und dessen Landsmann Jim Spivey. Noch in der vorletzten Kurve stieg Ovett, der an Atemproblemen litt, aus dem Rennen aus. Auf der Gegengeraden forcierten Abascal, Coe und Cram das Tempo, Chesire versuchte, Anschluss zu halten. Noch vor der letzten Kurve zogen Coe und Cram an Abascal vorbei. Auf der Zielgeraden steigerten die beiden Briten das Tempo nochmals und spurteten um den Olympiasieg, Abascal konnte nicht mehr gegenhalten und musste sich nun der Angriffe des Kenianers Chesire erwehren. Coe gewann das Rennen schließlich in neuer Olympiarekordzeit vor Cram. Abascal brachte die Bronzemedaille knapp vor Chesire ins Ziel. Hinter dem Kenianer hatte sich Spivey auf Platz fünf vor den Schweizer Peter Wirz geschoben. Auf Rang sieben folgte der zweite Spanier Andrés Vera. Die weiteren Plätze belegten Khalifa, der Neuseeländer Tony Rogers, Scott und auf Platz elf der Italiener Riccardo Materazzi.
Sebastian Coe war der erste Athlet, der seinen Olympiasieg in dieser Disziplin wiederholen konnte.

José Manuel Abascal gewann die erste spanische Medaille über 1500 Meter.

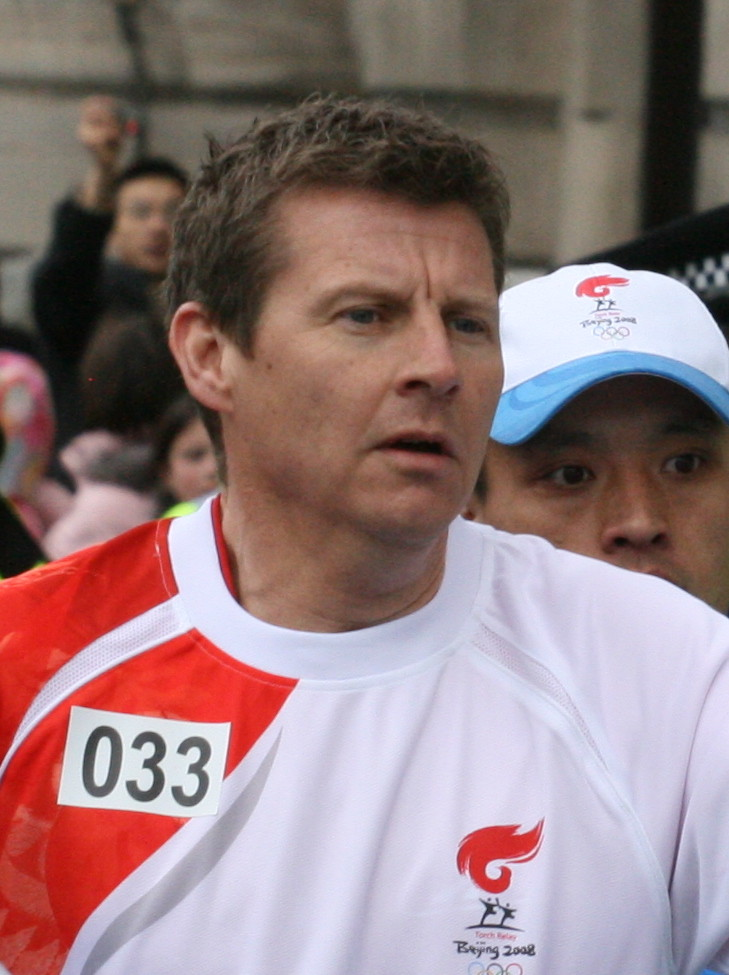
Silber gab es für den amtierenden Welt- und Europameister Steve Cram
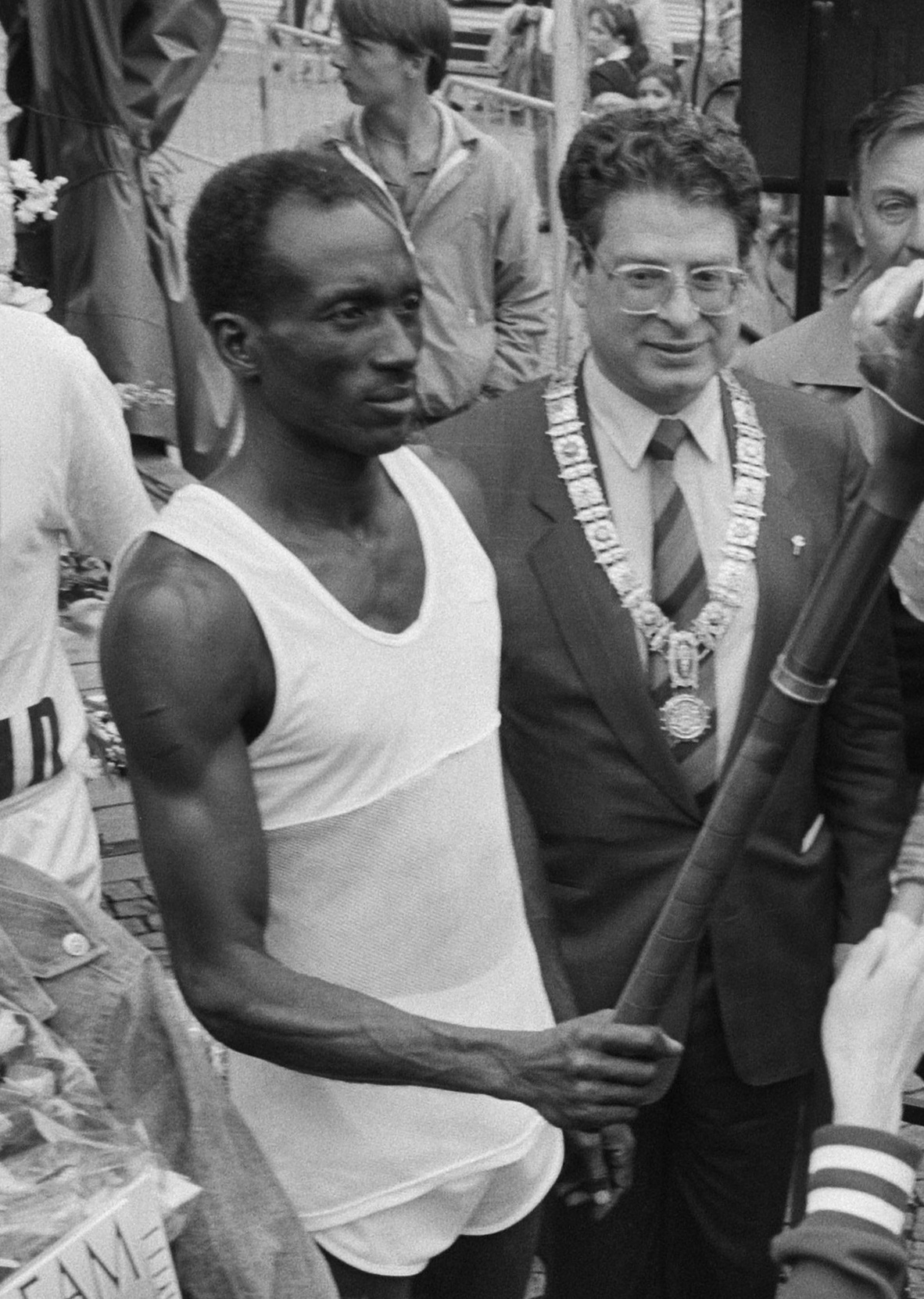
Omer Khalifa belegte Rang acht
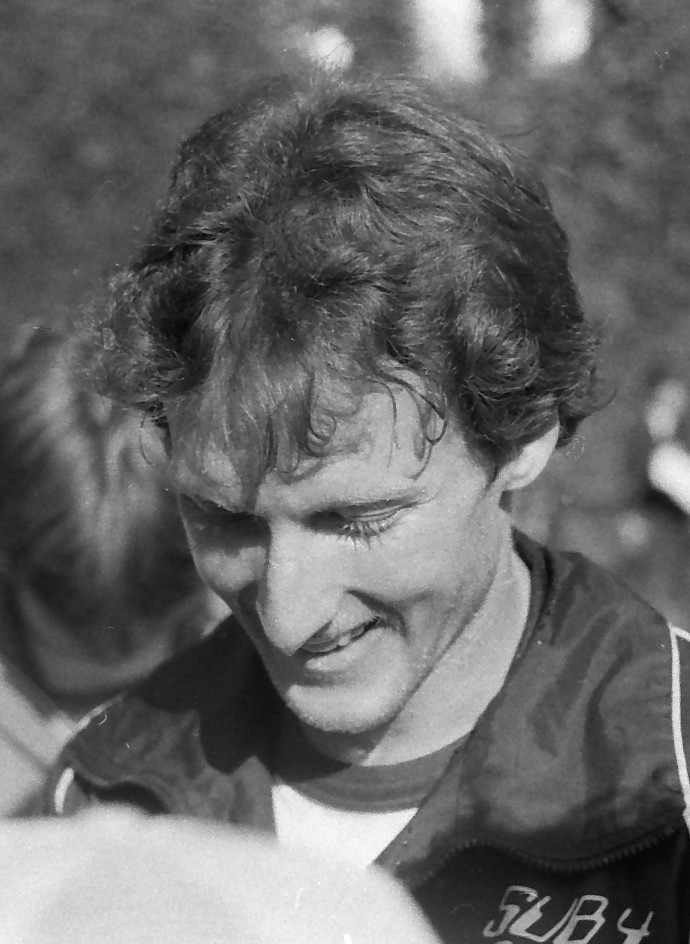
Der zehntplatzierte Steve Scott
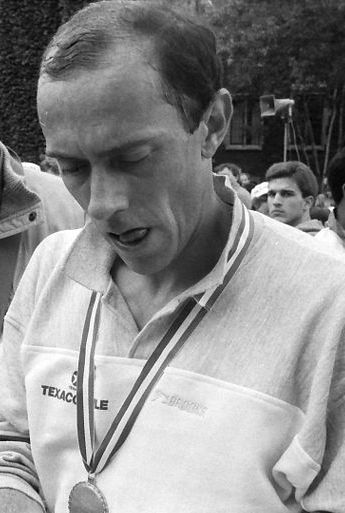
Der 800-Meter-Olympiasieger von 1980 Steve Ovett musste das Rennen aufgrund gesundheitlicher Probleme aufgeben

## Video
- Olympics - 1984 Los Angeles - Track - Mens 1500m Finals - Gold GBR Sebastian Coe imasportsphile, veröffentlicht am 27. April 2016 auf youtube.com, abgerufen am 6. Januar 2018